# 東原公園

東原公園（ひがしはらこうえん）とは、東京都青梅市今寺にある都市計画公園である。

## 施設
テニスコート、サッカー、グラウンド、プールがあり、スポーツ特化型の公園である。遊具などはない。敷地は大きく南北に2分され、北側に「東原公園水泳場」（プール施設）、南側に「東原公園球技場」（グラウンド）が配置される。また、敷地の北東隅に事務所や更衣室がある管理棟があり、敷地東側の道路に沿った部分には駐車場が設けられている。

### 東原公園水泳場
1977年9月から建設が進められ、1978年7月8日に開場した。青梅市内のプールとしては釜の淵公園水泳場に次ぐ2つ目のプール開設となった。開設時には水泳教室が開かれ、木原光知子がコーチを務めた。
2018年現在、青梅市にある3つの市営プール（東原公園水泳場、わかぐさ公園こどもプール、沢井市民センタープール）の内、最も大規模なプールで、利用者も最も多い。平成28年度のプール利用者は5万3826人。2014年4月からはフクシ・エンタープライズが指定管理者として運営を行っており、指定管理者の自主事業として各種イベントが開催されている。主なイベントとしては、プール縁日、水の安全講習会や、小学生の泳力検定、ワンポイントレッスン、一日ライフガード体験などが行われている。指定業者へ青梅市が支払った管理運営費は平成12年で4903万6376円だった。
設置より30年以上が経過しており、ポンプや消毒施設を含めた施設全体の老朽化が問題となっている。1997年(平成9年）にはプールサイドの補修予算が組まれた。平成13-14年には2か年計画で1億3500万円をかけてウォータースライダーが更新され、2002年夏からは長さ63.5mの曲線スライダーが追加された。2017年には塩素タンクの更新が実施されることになった。プールの営業時間は午後6時まであるが、プールの利用者を増やすためにプールのナイター営業が市議会で検討されたが、照明設備の不備などの安全面の懸念から断念されている。議会での議論では、隣接する東原公園球技場のナイター照明を使用してプールの照度を確保する案も検討されたが、照明の死角になるプールがあったり、近隣住宅への夜間騒音も危惧され実施に至っていない。

#### 設置プール
更衣室は公園敷地の北東にある管理棟の中に設置されている。
- 流れるプール　（周囲176.8m　幅5-7m　水深110cm）
- 直線スライダー　（3レーン（長さ20m　高さ6m））
- 曲線スライダー　（1レーン（長さ63.5m　高さ6.96m））
- 25メートルプール　（25m×15m　水深100-120cm）
- 幼児用プール　（23m×17m　水深10-50cm）

以上の出典は

#### 利用者統計
| 年     | 開設期間         | 開設期間 | 入場人員（人） | 入場人員（人） | 入場人員（人） |        |
| 年     | 開設期間         | 開設期間 | 大人           | 小人           | 計             |        |
| ------ | ---------------- | -------- | -------------- | -------------- | -------------- | ------ |
| 1978年 | 7月8日〜8月31日  | 54日     | 41094          | 87494          | 128588         | [ 13 ] |
| 1979年 | 7月14日〜8月31日 | 49日     | 22971          | 58136          | 81107          | [ 14 ] |
| 1980年 | 7月12日〜8月31日 |          | 11802          | 41855          | 53657          | [ 15 ] |
| 1981年 | 7月11日〜8月31日 | 50日     | 24987          | 72614          | 97601          | [ 16 ] |
| 1982年 | 7月10日〜8月31日 | 48日     | 22067          | 70743          | 92810          | [ 17 ] |
| 1983年 | 7月9日〜8月31日  | 50日     | 19651          | 67236          | 86887          | [ 18 ] |
| 1984年 | 7月14日〜8月31日 | 49日     | 25939          | 79507          | 105446         | [ 19 ] |
| 1985年 | 7月13日〜8月31日 | 50日     | 23074          | 70507          | 93581          | [ 20 ] |
| 1986年 | 7月12日〜8月31日 | 49日     | 15303          | 67042          | 82345          | [ 21 ] |
| 1988年 | 7月9日〜8月31日  | 38日     | 13443          | 42695          | 56138          | [ 22 ] |
| 1989年 | 7月8日〜8月31日  | 43日     | 15385          | 54043          | 69428          | [ 23 ] |
| 1990年 | 7月14日〜8月31日 | 48日     | 21726          | 66807          | 88533          | [ 24 ] |
| 1991年 | 7月13日〜8月31日 | 43日     | 13157          | 37328          | 50485          | [ 25 ] |
| 1992年 | 7月11日〜8月31日 | 42日     | 19583          | 48085          | 67668          | [ 26 ] |
| 1993年 | 7月10日〜8月31日 | 37日     | 11347          | 30281          | 41628          | [ 27 ] |
| 1995年 | 7月8日〜8月31日  | 51日     | 25037          | 54850          | 79887          | [ 28 ] |
| 1996年 | 7月13日〜9月1日  | 45日     | 15071          | 37139          | 52210          | [ 29 ] |
| 1997年 | 7月12日〜8月31日 | 44日     | 16552          | 37411          | 53963          | [ 30 ] |
| 1998年 | 7月11日〜8月31日 | 43日     | 12824          | 30536          | 43360          | [ 31 ] |

### 東原公園球技場
1981年3月開設。水泳場に隣接して存在し、夜間照明設備を備えている。野球には対応していない。市内の市民サッカーチーム、ソフトボールチームが主に使用する。2016年4月からは、水泳場の指定管理者でもあるフクシ・エンタープライズがNTTファシリティーズとともに構成する青梅市スポーツ施設運営パートナーズが指定管理者として運営にあたっている。指定管理者制度での運営となり、グラウンド整備状態が改善されるなどのメリットが見出されるようになった。更衣室がなく、水飲み場の数も球技場近くのものは1カ所のみ（公園全体でも3カ所のみ）と、施設面での不足が指摘されている。青梅市営のサッカー場は、ここと青梅市民球技場の二ヶ所。後述のように夏季はプール利用者の駐車場となるので、プールの営業が終了した夜間のみの利用となるが、車によって転圧されてしまったグランドでの球技に怪我を懸念する声もある。
| 年     | 年     | 利用回数 | 利用人員 | 使用可能回数 | 稼働率 |        |
| ------ | ------ | -------- | -------- | ------------ | ------ | ------ |
| 1982年 | 1982年 | 501      | 10630    |              | 20.3%  | [ 34 ] |
| 1983年 | 1983年 | 781      | 19321    |              | 21.1%  | [ 18 ] |
| 1984年 | 1984年 | 545      | 14997    |              | 14.7%  | [ 19 ] |
| 1985年 | 1985年 | 568      | 17772    |              | 15.4%  | [ 20 ] |
| 1986年 | 昼     | 645      | 15019    | 2440         | 26.4%  | [ 35 ] |
| 1986年 | 夜     | 280      | 5564     | 1328         | 21.1%  | [ 35 ] |
| 1988年 | 昼     | 533      | 27620    | 2240         | 23.8%  | [ 36 ] |
| 1988年 | 夜     | 355      | 7156     | 1110         | 32.0%  | [ 36 ] |
| 1989年 | 昼     | 535      | 33633    | 2416         | 22.1%  | [ 23 ] |
| 1989年 | 夜     | 425      | 10246    | 1208         | 35.2%  | [ 23 ] |
| 1990年 | 昼     | 423      | 25408    | 2400         | 17.6%  | [ 24 ] |
| 1990年 | 夜     | 478      | 9950     | 1318         | 36.3%  | [ 24 ] |
| 1991年 | 昼     | 435      | 21391    | 2480         | 17.5%  | [ 25 ] |
| 1991年 | 夜     | 521      | 10808    | 1340         | 38.9%  | [ 25 ] |
| 1992年 | 昼     | 385      | 18159    | 2448         | 15.7%  | [ 37 ] |
| 1992年 | 夜     | 641      | 12884    | 1330         | 48.2%  | [ 37 ] |
| 1993年 | 昼     | 666      | 18124    | 2416         | 27.6%  | [ 38 ] |
| 1993年 | 夜     | 903      | 17916    | 1332         | 67.8%  | [ 38 ] |
| 1995年 | 昼     | 800      | 27809    | 2352         | 34.0%  | [ 39 ] |
| 1995年 | 夜     | 874      | 20959    | 1270         | 68.8%  | [ 39 ] |
| 1996年 | 昼     | 782      | 26242    | 2154         | 36.6%  | [ 29 ] |
| 1996年 | 夜     | 831      | 19648    | 1174         | 70.8%  | [ 29 ] |
| 1997年 | 昼     | 716      | 20707    | 2266         | 31.6%  | [ 40 ] |
| 1997年 | 夜     | 630      | 14656    | 1217         | 51.8%  | [ 40 ] |
| 1998年 | 昼     | 838      | 15181    | 2288         | 36.6%  | [ 41 ] |
| 1998年 | 夜     | 751      | 15267    | 1244         | 60.4%  | [ 41 ] |

## 駐車場
駐車場は57台で、無料で使用できる。7-8月のプール営業期間中は、球技場を駐車場として転用し、最大303台が駐車可能である。公園の設備維持費の捻出のため、駐車場を有料化することが検討されているが、駐車場入り口に無人機械式の徴収ゲートを設置すると、管理・委託費などで逆に赤字となるために有料化に踏み切れていない。

## 拠点とするスポーツチーム
- 青梅FC 東京都社会人リーグ2部所属[要出典]

## 周辺施設
- ミニストップ 青梅今寺店
- ヤオコー 青梅今寺店
- オザム 青梅今寺店
- ベルク 青梅今井店
- ウエルシア 青梅今寺店
- セイムス 青梅藤橋店
- ツルハドラッグ 青梅今井店
- ヤマダ電機 フォレオ青梅店
- ケーズデンキ 青梅店
- ノジマ青梅統合館
- アベイル 青梅店
- シュープラザ 青梅インター店
- 青梅市立霞台小学校
- 青梅市立泉中学校
- 東京都立青峰学園

## アクセス

### 自動車
高速道路
- C4 首都圏中央連絡自動車道 青梅IC

一般道
- 東京都道5号新宿青梅線（青梅街道）
- 東京都道・埼玉県道63号青梅入間線（豊岡街道）
- 東京都道181号藤橋小作線

### 鉄道
- JR青梅線 小作駅
- JR八高線 金子駅

### バス
- 都営バス（青梅駅〜東大和市駅・花小金井駅）霞町新町バス停
- 西東京バス（小作駅東口〜河辺駅北口）今寺バス停
- 西武バス（河辺駅北口〜入間市駅）七日市場バス停